# Jonathan Motzfeldt
Jonathan Motzfeldt (25 de setembre de 1938 - 28 d'octubre de 2010) era un pastor luterà. Fou el primer Primer Ministre de Groenlàndia i fundador del partit Siumut.
Del 1971 a 1979, va presidir l'Assemblea Groenlandesa. També fou primer ministre dos cops des d'1 de maig, 1979 a 18 de març, 1991 i 19 de setembre, 1997 a 14 de desembre, 2002. Fins a la seva mort, Motzfeldt va ser president del Consell Nòrdic Occidental.
Va estudiar de mestre al Grønlands Seminarium i després van continuar a va continuar a la Universitat de Copenhaguen on es va graduar en teologia el 1966. De 1966 a 1979 va treballar com pastor, primer a Alluitsup Paa i després a Qaqortoq. Durants els estudis es va polititzar i començar militar en el Partit Inuit. Es va presentar per primera vegada a les eleccions de 1964, sense succés. L'abril de 1971 es va presentar de nou a les eleccions del consell estatal i va rebre un lloc al Landsråd de Grønland per primera vegada. Juntament amb Lars Emil Johansen i Moses Olsen, entre d'altres, va formar part de la jove generació política radical que reclamava l'autonomia per a Groenlàndia i els tres van fundar el moviment Sujumut, precursor del parti Siumut.